# Sieciechów (gmina)
Sieciechów – gmina wiejska w województwie mazowieckim, w powiecie kozienickim. W latach 1975–1998 gmina położona była w województwie radomskim.
Siedziba gminy to Sieciechów (dawniej Wola Klasztorna).
Według danych z 30 czerwca 2004 gminę zamieszkiwało 4251 osób.

## Struktura powierzchni
Według danych z roku 2002 gmina Sieciechów ma obszar 61,26 km², w tym:
- użytki rolne: 73%
- użytki leśne: 7%

Gmina stanowi 6,68% powierzchni powiatu.

## Demografia

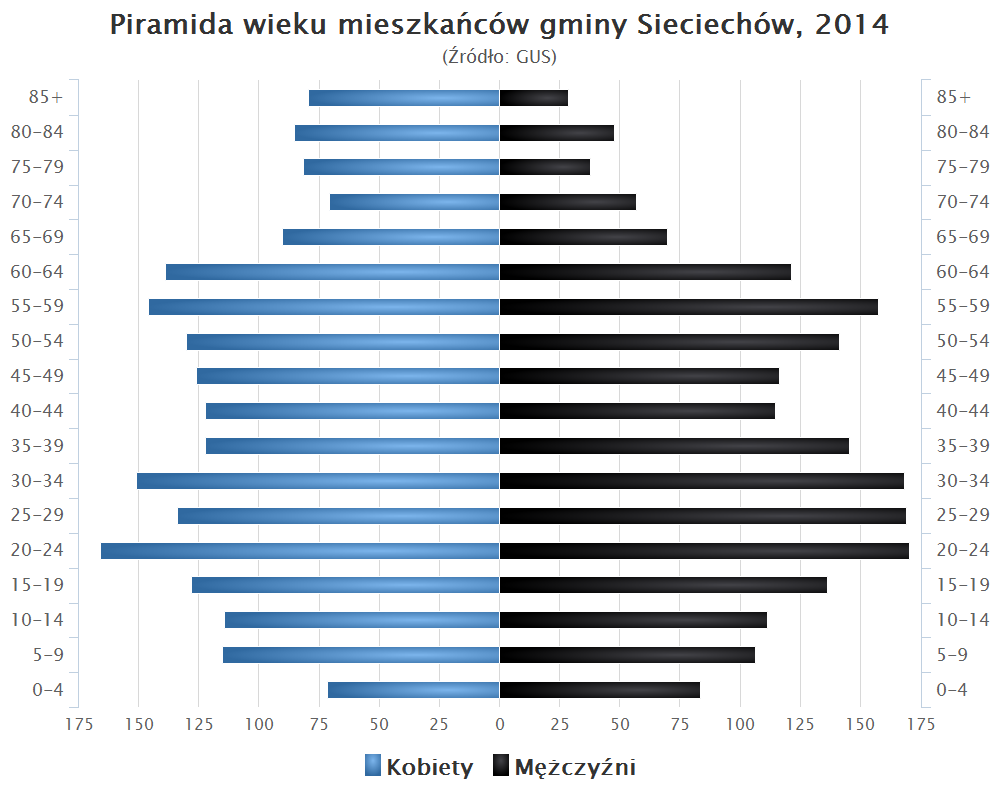
Piramida wieku mieszkańców gminy Sieciechów w 2014 roku

Dane z 30 czerwca 2004:
| Opis                              | Ogółem | Ogółem | Kobiety | Kobiety | Mężczyźni | Mężczyźni |
| --------------------------------- | ------ | ------ | ------- | ------- | --------- | --------- |
| jednostka                         | osób   | %      | osób    | %       | osób      | %         |
| populacja                         | 4251   | 100    | 2158    | 50,8    | 2093      | 49,2      |
| gęstość zaludnienia (mieszk./km²) | 69,4   | 69,4   | 35,2    | 35,2    | 34,2      | 34,2      |

## Sołectwa
Głusiec, Kępice, Łoje, Mozolice Duże, Mozolice Małe, Nagórnik, Opactwo, Sieciechów, Słowiki-Folwark, Słowiki Nowe, Słowiki Stare, Wola Klasztorna, Wólka Wojcieszkowska, Występ, Zajezierze, Zbyczyn

## Sąsiednie gminy
Dęblin, Garbatka-Letnisko, Gniewoszów, Kozienice, Puławy (gmina wiejska), Stężyca